# Copa CECAFA femenina 2019
La Copa CECAFA femenina del 2019 fue la 4.ª edición de dicha competición. Se jugó en Dar es-Salam, Tanzania, del 16 al 25 de noviembre de 2019.
Kenia conquistó su primer título tras ganar en la final a Tanzania por el marcador de 2-0.

## Participantes
| Equipos participantes | Equipos participantes | Equipos participantes | Equipos participantes |
| --------------------- | --------------------- | --------------------- | --------------------- |
| Tanzania              | Burundi               | Sudán del Sur         | Zanzíbar              |
| Yibuti                | Etiopía               | Uganda                | Kenia                 |

## Fase de grupos

### Grupo A
| Equipo        | PJ | PG | PE | PP | GF | GC | Dif. | Pts |
| ------------- | -- | -- | -- | -- | -- | -- | ---- | --- |
| Tanzania      | 3  | 3  | 0  | 0  | 20 | 0  | +20  | 9   |
| Burundi       | 3  | 2  | 0  | 1  | 8  | 4  | +4   | 6   |
| Sudán del Sur | 3  | 1  | 0  | 2  | 5  | 12 | -7   | 3   |
| Zanzíbar      | 3  | 0  | 0  | 3  | 0  | 17 | -17  | 0   |

| Fecha                          | Lugar        |               |                          | Resultado |                          |               |
| ------------------------------ | ------------ | ------------- | ------------------------ | --------- | ------------------------ | ------------- |
| 16 de noviembre de 2019, 14:00 | Dar es-Salam | Burundi       | Bandera de Burundi       | 5:0       | Bandera de Zanzíbar      | Zanzíbar      |
| 16 de noviembre de 2019, 14:30 | Dar es-Salam | Tanzania      | Bandera de Tanzania      | 9:0       | Bandera de Sudán del Sur | Sudán del Sur |
| 18 de noviembre de 2019, 14:00 | Dar es-Salam | Sudán del Sur | Bandera de Sudán del Sur | 5:0       | Bandera de Zanzíbar      | Zanzíbar      |
| 18 de noviembre de 2019, 14:30 | Dar es-Salam | Burundi       | Bandera de Burundi       | 0:4       | Bandera de Tanzania      | Tanzania      |
| 20 de noviembre de 2019, 14:00 | Dar es-Salam | Sudán del Sur | Bandera de Sudán del Sur | 0:3       | Bandera de Burundi       | Burundi       |
| 20 de noviembre de 2019, 14:30 | Dar es-Salam | Tanzania      | Bandera de Tanzania      | 7:0       | Bandera de Zanzíbar      | Zanzíbar      |

### Grupo B
| Equipo  | PJ | PG | PE | PP | GF | GC | Dif. | Pts |
| ------- | -- | -- | -- | -- | -- | -- | ---- | --- |
| Kenia   | 3  | 3  | 0  | 0  | 17 | 0  | +17  | 9   |
| Uganda  | 3  | 2  | 0  | 1  | 14 | 3  | +11  | 6   |
| Etiopía | 3  | 1  | 0  | 2  | 8  | 3  | +5   | 3   |
| Yibuti  | 3  | 0  | 0  | 3  | 0  | 33 | -33  | 0   |

| Fecha                          | Lugar        |         |                    | Resultado |                    |         |
| ------------------------------ | ------------ | ------- | ------------------ | --------- | ------------------ | ------- |
| 17 de noviembre de 2019, 14:00 | Dar es-Salam | Etiopía | Bandera de Etiopía | 0:2       | Bandera de Kenia   | Kenia   |
| 17 de noviembre de 2019, 14:30 | Dar es-Salam | Uganda  | Bandera de Uganda  | 13:0      | Bandera de Yibuti  | Yibuti  |
| 19 de noviembre de 2019, 14:00 | Dar es-Salam | Kenia   | Bandera de Kenia   | 12:0      | Bandera de Yibuti  | Yibuti  |
| 19 de noviembre de 2019, 14:30 | Dar es-Salam | Uganda  | Bandera de Uganda  | 1:0       | Bandera de Etiopía | Etiopía |
| 21 de noviembre de 2019        | Dar es-Salam | Yibuti  | Bandera de Yibuti  | 0:8       | Bandera de Etiopía | Etiopía |
| 21 de noviembre de 2019        | Dar es-Salam | Kenia   | Bandera de Kenia   | 3:0       | Bandera de Uganda  | Uganda  |

## Fase final

### Semifinales
| Fecha                   | Lugar        |          |                     | Resultado |                    |         |
| ----------------------- | ------------ | -------- | ------------------- | --------- | ------------------ | ------- |
| 23 de noviembre de 2019 | Dar es-Salam | Tanzania | Bandera de Tanzania | 1:0       | Bandera de Uganda  | Uganda  |
| 23 de noviembre de 2019 | Dar es-Salam | Kenia    | Bandera de Kenia    | 5:0       | Bandera de Burundi | Burundi |

### Tercer lugar
| Fecha                   | Lugar        |         |                    | Resultado |                   |        |
| ----------------------- | ------------ | ------- | ------------------ | --------- | ----------------- | ------ |
| 25 de noviembre de 2019 | Dar es-Salam | Burundi | Bandera de Burundi | 0:2       | Bandera de Uganda | Uganda |

### Final
| Fecha                   | Lugar        |          |                     | Resultado |                  |       |
| ----------------------- | ------------ | -------- | ------------------- | --------- | ---------------- | ----- |
| 25 de noviembre de 2019 | Dar es-Salam | Tanzania | Bandera de Tanzania | 0:2       | Bandera de Kenia | Kenia |

## Campeón
|               |
| Campeón Kenia |
| 1.er título   |

## Premios y reconocimientos[3]

### Balón de Oro
| Jugador           | Selección |
| Omary Mwanahamisi | Tanzania  |
| ----------------- | --------- |

### Mejor goleadora
| Jugador   | Selección | Goles |
| Shikangwa | Kenia     | 10    |
| --------- | --------- | ----- |

### Guante de Oro
| Jugador      | Selección |
| Annedy Kundu | Kenia     |
| ------------ | --------- |

### Premio al juego limpio
| Selección |
| Tanzania  |
| --------- |

## Clasificación general
| Equipo | Equipo        | Pts | PJ | PG | PE | PP | GF | GC | Dif |
| ------ | ------------- | --- | -- | -- | -- | -- | -- | -- | --- |
| 1      | Kenia         | 15  | 5  | 5  | 0  | 0  | 24 | 0  | +24 |
| 2      | Tanzania      | 12  | 5  | 4  | 0  | 1  | 21 | 2  | +19 |
| 3      | Uganda        | 9   | 5  | 3  | 0  | 2  | 16 | 4  | +12 |
| 4      | Burundi       | 6   | 5  | 2  | 0  | 3  | 8  | 11 | -3  |
| 5      | Etiopía       | 3   | 3  | 1  | 0  | 2  | 8  | 3  | +5  |
| 6      | Sudán del Sur | 3   | 3  | 1  | 0  | 2  | 5  | 12 | -7  |
| 7      | Zanzíbar      | 0   | 3  | 0  | 0  | 3  | 0  | 17 | -17 |
| 8      | Yibuti        | 0   | 3  | 0  | 0  | 3  | 0  | 33 | -33 |